# Thol-lès-Millières
Thol-lès-Millières é uma comuna francesa na região administrativa de Grande Leste, no departamento de Haute-Marne. Estende-se por uma área de 6,91 km². Em 2010 a comuna tinha 35 habitantes (densidade: 5,1 hab./km²).